# AB Aviation
Az AB Aviation egy magántulajdonban lévő légitársaság, amelynek a székhelye a Comore-szigeteki Moroniban található. Ez a legnagyobb légitársaság a Comore-szigeteken és az ország labdarugó válogatottjának a hivatalos légitársasága. A céget 2010-ben alapította Ayad Bourhane. 

## Úticélok
2022 januárjában a légitársaság a következő célállomásokat szolgálta ki:

### Comore-szigetek
- Anjouan – Ouani-i repülőtér
- Mohéli – Mohéli Bandar Es Eslam repülőtér
- Moroni – Said Ibrahim herceg nemzetközi repülőtér

### Franciaország
- Mayotte – Dzaoudzi–Pamandzi nemzetközi repülőtér

### Madagaszkár
- Mahajanga – Amborovy-i repülőtér

### Mozambik
- Pemba – Pemba-i repülőtér

### Tanzánia
- Dar es-Salaam – Julius Nyerere nemzetközi repülőtér

## Flotta
2022 januárjában a következő repülőgépekből állt az AB Aviation flottája:

## Szolgáltatások
Az AB Aviation három osztállyal rendelkezik: a Promo vagy Haraka osztállyal, a turistaosztállyal és az üzleti osztállyal. 
Mindhárom osztály esetében a fedélzeten snacket és italt szolgálnak fel ingyenesen. Nemzetközi járatokon az üzleti osztályon utazóknak egy teljes menüt, míg a turistaosztályon utazóknak melegszendvicset, illetve egy italt szolgálnak fel.